# Campodorus immarginatus
Campodorus immarginatus là một loài tò vò trong họ Ichneumonidae.